# شهرستان بوفورت (کارولینای شمالی)
شهرستان بفور، کارولینای شمالی (به انگلیسی: Beaufort County, North Carolina) یک سکونتگاه مسکونی در ایالات متحده آمریکا است که در کارولینای شمالی واقع شده‌است.

## خصوصیات
شهرستان بفور ۲٬۴۸۳٫۸۱ کیلومترمربع مساحت دارد.